# Шароев, Иоаким Георгиевич
Иоаким Георгиевич Шаро́ев (19 августа 1930 — 23 марта 2000) — советский, российский режиссёр массовых представлений, эстрады, оперы и кино, педагог. Народный артист СССР (1984). Родоначальник жанра массовых зрелищ СССР и России.

## Биография
Родился 19 августа 1930 года в Баку в семье музыкантов с армянскими корнями.
Вместе с братом Антоном уже с 5 лет выступал как музыкант.
Во время войны, в 1944 году вместе с семьёй переехал в Москву. В 1948 году окончил Центральную музыкальную школу при Московской консерватории (класс скрипки) и поступил в ГИТИС на отделение режиссуры музыкального театра (педагог Л. В. Баратов), который окончил в 1953 году.

### Режиссура
После окончания ГИТИСа был направлен режиссёром в Татарский театр оперы и балета в Казани. В 1954 году был принят в Большой театр, где проработал 5 лет. Поставил спектакль «Сельская честь» П. Масканьи, как режиссёр участвовал в целом ряде постановок.
Затем работал художественным руководителем Кремлёвского театра (1959—1960), главным режиссёром Всероссийского гастрольно-концертного объединения (ВГКО) (1961) и Московского театра эстрады (1961—1964), где в 1961 году поставил феерию «Пришедший в завтра», основой которой стала поэзия В. Маяковского.

### Педагогика. Факультет эстрады
В 1964 году в ГИТИСе возглавил созданный экспериментальный курс режиссёров эстрады и массовых представлений, а в дальнейшем — и актёров эстрады. С 1967 — доцент, с 1977 — профессор ГИТИСа. В 1968 году возглавил созданную кафедру эстрадного искусства, а с 1992 — художественный руководитель созданного им факультета эстрадного искусства. Был руководителем кафедры и факультета на протяжении 35 лет.
Автор методики воспитания и обучения режиссёров и актёров эстрады и массовых представлений. Автор 11 книг, посвящённых проблемам режиссуры музыкального театра, массовых действ и эстрады.
Многие звёзды сегодняшней эстрады — воспитанники кафедры эстрадного искусства. Это Алла Пугачёва, Лайма Вайкуле, Евгений Петросян, Клара Новикова, Ефим Шифрин, отец и сын Акопяны, Пётр Шаболтай, Михаил Евдокимов, Надежда Бабкина, Людмила Рюмина, Олег Марусев, Сергей Дитятев, Екатерина Шаврина, Алексей Гарнизов, Елена Камбурова, Александр Буйнов, Юлиан, Бисер Киров, Юрий Григорьев, Владимир Кирсанов, Анатолий Елизаров, Павел Слободкин, Максим Лебедев, Евгений Шибагутдинов, Марат Рави, Олег Митяев, Александра Пермякова, Денников Андрей и многие другие.
В 1988 в Америке (Бостон, Нью-Хейвен) с большим успехом гастролировала молодёжная эстрадная студия И. Г. Шароева, созданная при театре ГИТИС.

### Режиссура массовых представлений
Ставил многочисленные правительственные концерты, массовые театрализованные представления. На крупнейших театрально-концертных площадках страны (в том числе Большой театр, Государственный Кремлёвский дворец, ГЦКЗ «Россия») поставил более 150 массовых театрализованных представлений.
В 1973—1975 годах — художественный руководитель «Росконцерта». Был художественным руководителем и главным режиссёром Олимпиады-80, главным режиссёром открытия празднования в честь 850-летия Москвы и Эстафеты Олимпийского огня на Всемирных юношеских играх.

### Оперная режиссура
В 1960 году поставил оперу Х. С. Плиева «Коста» в Северо-осетинском музыкальном театре, а затем в Большом театре (автор либретто вместе с М. Н. Цагараевым).

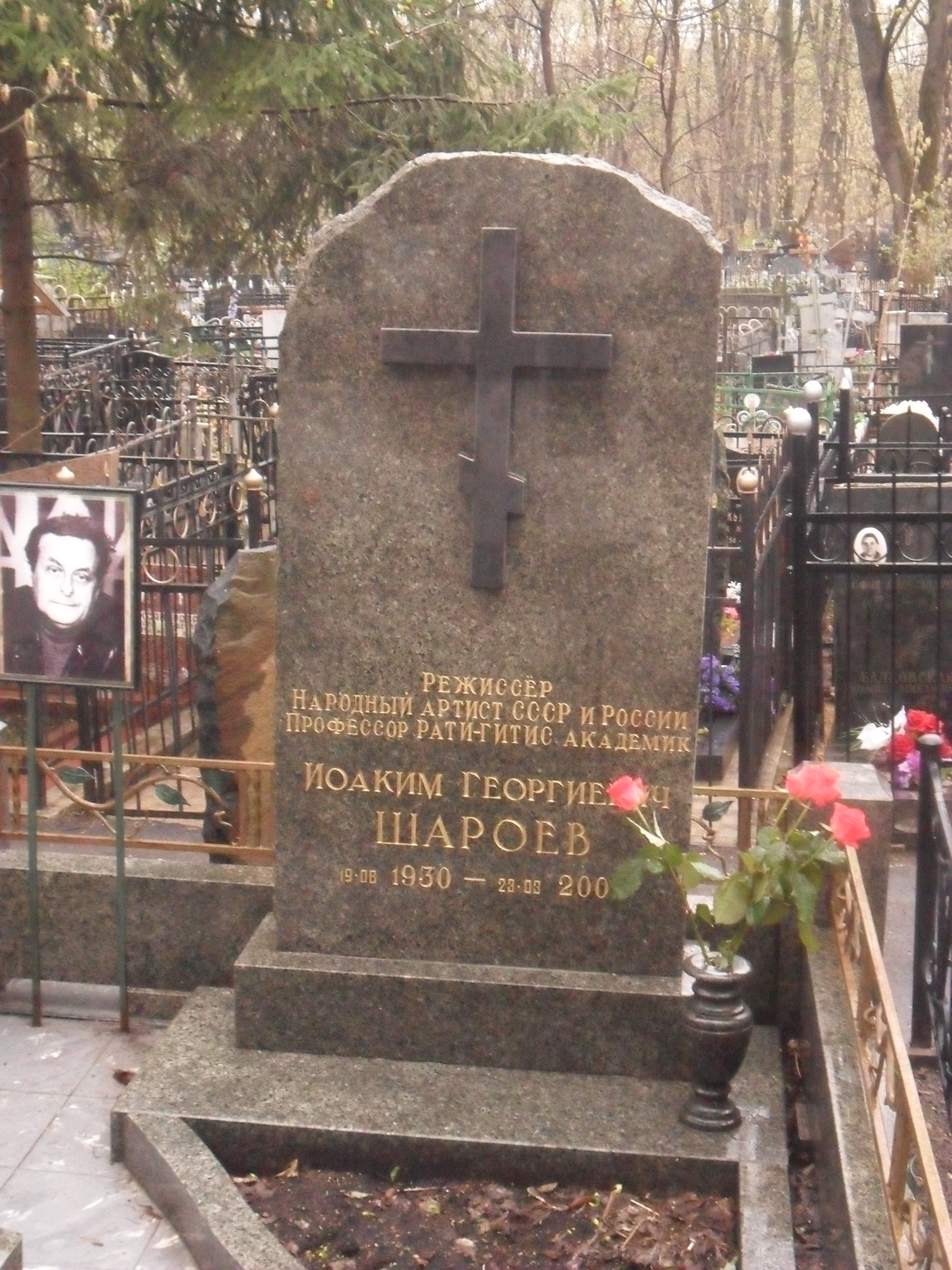
Могила Шароева на Ваганьковском кладбище.

С 1982 по 1987 год — главный режиссёр Московского музыкального театра им. К. С. Станиславского и Вл. И. Немировича-Данченко, где впервые в стране осуществил постановку ряда опер («Битва при Леньяно» Дж. Верди, «Орфей и Эвридика» Й. Гайдна, «Орфей в Хиросиме» Я. Акутагавы, «Доротея» и «Золотой телёнок» Т. Н. Хренникова). Также им поставлены оперы «Черевички» П. И. Чайковского, «Майская ночь» Н. А. Римского-Корсакова и другие спектакли, которые с успехом гастролировали за рубежом.
Много ставил за рубежом. Оперные спектакли в ФРГ и Югославии («Пиковая дама» и «Иоланта» П. И. Чайковского, «Сельская честь» П. Масканьи), театрализованные представления в Афинах, Мадриде, Хельсинки, Берлине, Белграде, Софии, Будапеште, Праге.
Последняя его работа — постановка оперы Н. А. Римского-Корсакова «Псковитянка» в ГАБТ, осуществленная совместно с известным дирижёром Е. Ф. Светлановым.

### Телевизионная режиссура
С 1967 по 1973 год был художественным руководителем музыкального объединения ТО «Экран» на Центральном телевидении.
Снял более 10 фильмов — музыкальных, документальных, художественных. Среди них: «Возвращение Коста», «Совет да любовь», а также фильмы, посвященные Е. Светланову, Т. Хренникову и другим известным музыкантам.
Один из создателей Международного союза деятелей эстрадного искусства и первым вице-президентом союза. В 1992 году был избран академиком Международной Академии творчества. Был академиком Российской академии естественных наук (1998), почётным доктором искусств высшей ступени и профессором Международной Академии наук Сан-Марино.
Иоаким Георгиевич Шароев скончался 23 марта 2000 года в Москве. Похоронен на Ваганьковском кладбище.

### Семья
- Бабушка — Шароева (Шароян) Ксения Григорьевна, княжна, происходила из семьи тбилисских армян. В Тбилиси на проспекте Руставели, напротив Театра оперы и балета им. З. Палиашвили, до сих пор стоит шестиэтажный дом который принадлежал этому роду.
- Отец — Шароев Георгий Георгиевич (1890—1969), музыкант, теоретик, пианист, профессор, проректор Азербайджанской консерватории, один из создателей профессионального музыкального образования в Азербайджане[3]
- Мать — Шароева (Рыжкова) Валентина Николаевна (1907—?), музыковед
- Брат — Шароев Антон Георгиевич (1929—2021), российский дирижёр и скрипач.
- Супруга — Шароева (Агафонова) Ирина Николаевна (род. 1948), доцент Российской академии театрального искусства, кандидат искусствоведения.
  - Сын — Шароев Игорь Иоакимович (род. 1955), лауреат Всесоюзного конкурса артистов эстрады, художественный руководитель Московской областной филармонии.
  - Дочь — Шароева Ирина Иоакимовна (род. 1977), лауреат Всероссийского телевизионного конкурса эстрадной песни «Песня России», дипломант Всероссийского эстрадного конкурса им. Л. Утесова.

## Награды и звания
- Заслуженный артист РСФСР (1958)
- Заслуженный деятель искусств Северо-Осетинской АССР (1967)
- Заслуженный деятель искусств РСФСР (1969)
- Народный артист РСФСР (1976)
- Народный артист Северо-Осетинской АССР (1977)
- Народный артист Дагестанской АССР (1981)
- Народный артист СССР (1984)
- Орден «Знак Почёта» (1960)
- Орден Дружбы народов (1980)[4]
- Орден Трудового Красного Знамени (1991)
- Орден Почёта (1999)[5]
- Премия имени А. В. Александрова
- Медаль П. М. Третьякова (Российская академия естественных наук).

В декабре 1998 в Москве, на площади Звёзд, в честь 50-летия творческой деятельности, за выдающийся вклад в отечественную культуру по решению Правительства Москвы была заложена именная плита-звезда Иоакима Шароева.
Его имя внесено в крупнейшие энциклопедические словари, в том числе и в международную энциклопедию «Who is who».

## Фильмография

### Режиссёр
- 1955 — Как Джанни попал в ад (первый в СССР телефильм-опера; совм. с. Т. Б. Березанцевой)
- 1967 — Возвращение Коста
- 1970 — Представление начинается! (короткометражный)
- 1970-е — Дирижер (документальный)
- 1971 — Совет да любовь
- 1971 — Не только цирк (документальный)

### Сценарист
- 1950-е — Голубиная улица (документальный)
- 1950-е — Десять шишек за вход (документальный)
- 1967 — Возвращение Коста (совм. с М. Цагараевым и Ю. Чулюкиным)
- 1970 — Представление начинается! (короткометражный) (совм. с М. Местечкиным)
- 1971 — Не только цирк (документальный) (совм. с М. Капустиным)

## Сочинения
- Шароев И. Г. Многоликая эстрада. За кулисами кремлёвских концертов. — М.: Вагриус, 1995.
- Шароев И. Г. Режиссура эстрады и массовых представлений: [Учеб. для высш. театр. учеб. заведений]. — М.: Просвещение, 1986. (переиздан в 1992 и 2011 годах)
- Шароев И. Г. Музыка, которую мы видим. — М.: Советский композитор, 1989.
- Шароев И. Г. Режиссура массового действа: Учеб. пособие по курсу «Режиссура и мастерство актёра». — М.: ГИТИС, 1980.
- Шароев И. Г. Режиссура массовых театрализованных представлений — М.: Советская Россия, 1980.
- Шароев И. Г. Годы огневые: [Сборник военных сценариев]. — М.: Советская Россия, 1980.